# Socorrospotlijster
De socorrospotlijster (Mimus graysoni) is een vogelsoort uit de familie van de spotlijsters (Mimidae). Het is een ernstig bedreigde, endemische vogelsoort op Isla Socorro van de Revillagigedo-eilanden in Mexico.

## Kenmerken
De vogel is 25 cm lang en lijkt sterk op de verwante gewone spotlijster (M. polyglottos). Deze vogel is echter egaal bruin en niet grijs van boven, op de vleugels wat donkerder bruin met een dubbele, smalle vleugelstreep. Van onder is de vogel veel lichter, bijna wit. De kop is bruin en er is een korte, lichte wenkbrauwstreep en rondom het oor is de vogel wat donkerder. De poten en snavel zijn praktisch zwart.

## Verspreiding en leefgebied
Deze soort is endemisch op een van de Revillagigedo-eilanden (Isla Socorro) in Mexico. Het leefgebied bestaat voornamelijk uit vochtig montaan bos dat bestaat uit dwergvormen van bomen (vooral soorten hulst) en struikgewas dat groeit op hellingen en in ravijnen boven de 600 m boven zeeniveau.

## Status
De socorrospotlijster heeft een zeer klein verspreidingsgebied en daardoor is de kans op uitsterven aanwezig. De grootte van de populatie werd in 2013 door BirdLife International geschat op 190 tot 280 volwassen individuen en de populatie-aantallen nemen af. Het leefgebied wordt aangetast door overbegrazing door ingevoerde hoefdieren. Verder wordt het eiland regelmatig geteisterd door sprinkhaanplagen (Schistocerca piceifrons) die het bos aantasten. Om deze redenen staat deze soort als ernstig bedreigd (kritiek) op de Rode Lijst van de IUCN.